# Moncucco (Brugherio)
Moncucco è un quartiere della città italiana di Brugherio. Fu un comune autonomo fino al 9 dicembre 1866, giorno in cui con un decreto regio divenne parte del neonato comune di Brugherio.. L'attuale frazione è situata a sud di Brugherio, lungo la strada che da Milano conduce a Vimercate.

## Storia

### Le origini

#### Le ipotesi etimologiche
L'origine del nome Moncucco è discorde, alcuni lo fanno risalire al francesismo mon cucco (mio cucco), retaggio delle invasioni galliche utilizzato per indicare l'uccello cuculo; alcuni, tra cui Cesare Cantù, lo ritengono un termine derivato dalla denominazione dei vari paesi e cascinali francesi detti appunto "Moncuc".

#### Antichità e Medioevo
Testimonianze antiche di Moncucco non ve ne sono, ma per la sua storia è fondamentale il ritrovamento di due epigrafi romane nella località di Malnido (oggi S. Maurizio al Lambro, frazione di Cologno Monzese) che dal 1769 al 1871 fu parte di Moncucco. Malnido quindi conferma l'origine romana di Moncucco (e di Brugherio).
Il nucleo primordiale di Moncucco si sviluppò su una piccola collina, dove in epoca medievale fu costruito un castello (sui resti del quale nel Settecento venne edificata Villa Sormani) adibito a residenza di campagna. Già dal Mille infatti era presente il castello, vicino alla via secolare dei carri e situato in una zona da tempo bonificata. Con la crisi dell'autorità imperiale in seguito alla lotta per le investiture, tra l'XI e il XII secolo, iniziò la fiorente fase comunale: dal giovane comune di Monza (forse di fine XI secolo) si staccarono Moncucco, San Damiano e Cassina Baraggia, istituendosi comuni autonomi. Monza divenne capitale del territorio della Martesana, che comprendeva l'intero territorio brugherese (Moncucco, S. Damiano e Baraggia), a seguito di una concessione del 1158 di Federico Barbarossa che favorì la libertà del comune a discapito di Milano, città nemica dell'imperatore. Le notizie su Moncucco sono sporadiche: per esempio sappiamo che nel 1339 una piena eccezionale del fiume Lambro investì alcune zone dell'attuale Brugherio fra cui Malnido e Moglia, arrivando sino a Moncucco.

##### Lo stemma del Comune
Al numero 107 di Viale Lombardia, dove esisteva la sede dell'antico palazzo comunale, è ancora oggi visibile lo stemma di Moncucco, realizzato in pietra scolpita e posizionato dove un tempo si trovava la porta d'ingresso del palazzo.
Esso raffigura in alto a sinistra un toro rampante, simbolo dell'animo indomito dei contadini, del forte lavoro ma anche della zootecnica locale, e in alto a destra una porta aperta a forma d'arco, simbolo della liberalità dei nobili; al centro un campo bianco rappresenta invece la Brughiera.

### Dal XVI al XVIII secolo
Da un censimento del 1530 sappiamo che Moncucco possedeva un forno importante, aveva la superficie di 1574 pertiche, era abitata da dieci persone (suddivise in tre famiglie) i cui capi erano massari, ovvero contadini responsabili del manso, terreno di proprietà di un signore che ne concedeva loro l'utilizzo in cambio di parte del raccolto o di particolari servizi. In questo periodo a Moncucco prevalevano proprietà di grandi e medie dimensioni e vi era moltissima attività agricola e poca manifatturiera: sempre dal censimento del 1530 si nota che la maggior parte della superficie coltivata era adibita a vigna, e tra il 1530 e il 1546 aumentarono i braccianti. Il censimento del 1546 testimonia la presenza di molte biade (cereali) per famiglia a Moncucco, indice di relativo benessere. Dal 1530 al 1546 lo sviluppo demografico restò stabile in tutto il brugherese, mentre dal 1541 al 1546 ci fu un sensibile calo della popolazione con concentrazione di fuochi (famiglie) a Moncucco, forse dovuto all'inasprimento fiscale, dato che proprio sui fuochi si basava il sistema di tassazione. Nel 1559 con il Trattato di Cateau-Cambrésis lo Stato di Milano passò definitivamente agli Asburgo di Spagna che già lo governavano indirettamente da quasi trent'anni. Moncucco faceva parte della Corte di Monza, che, anche se situata geograficamente nel Contado della Martesana, nel 1559 finì sotto la giurisdizione del pretore di Milano per questioni di materia civile e penale, per l'ordine pubblico e per la distribuzione delle biade.
Nel 1578 è testimoniata la presenza di consoli a Brugherio: probabilmente essi esistettero anche per la località maggiore di Moncucco. Sempre nel 1578 San Carlo Borromeo, arcivescovo di Milano, attuò un piano di decentramento dei poteri dell'arciprete di Monza mediante la costituzione di nuove parrocchie: fino all'anno sopraddetto nelle città e nelle campagne immediatamente fuori Monza vi era solo la parrocchia di San Giovanni ad officiare il sacramento del Battesimo. La prima chiesa che l'arcivescovo trasformò in parrocchia fu quella di San Bartolomeo, il 15 giugno 1578, quando venne a Brugherio, dopo aver visitato Monza. Dalla relazione di una visita del cardinale Federico Borromeo alla chiesa di San Bartolomeo, si evince che nella parrocchia di San Bartolomeo venne inclusa anche Moncucco, che a quel tempo aveva cinquantasette abitanti. La popolazione, che nella seconda metà del XVI secolo era cresciuta nonostante la peste del 1576-77, negli anni '30 del XVII secolo subì un notevole arresto dovuto proprio al ritorno della peste nel 1629-30. Nel 1648 il feudo di Monza fu messo in vendita da Antonio e Girolamo de Leyva (i de Leyva detenevano il feudo di Monza almeno dal 1541, quando era conte Luigi de Leyva) a Giambattista Durini e ai suoi fratelli. I Durini tennero il feudo di Monza fino al 1781, quando rinunciarono alla giurisdizione perché troppo onerosa.
La crisi provocata dalla guerra dei Trent'anni, dalla peste e dalle invasioni dei soldati e la forte tassazione peggiorarono le condizioni delle popolazioni di Moncucco e della zona di Brugherio, portando le proprietà a frazionarsi sempre più, come testimoniato dai rilevamenti ordinati per il nuovo catasto da Carlo VI d'Austria, che dal 1721 possedeva i territori spagnoli in Italia. Una mappa disegnata nel 1721 per il catasto carolino mostra le dimensioni di Moncucco con Bettolino Freddo, Cassina Pobbia, Dorderio, Cassina Guzzina, San Cristoforo e Moglia (considerati tutti Corte di Monza, ma comuni distinti e separati, uniti semplicemente perché fu fatta una sola misurazione), e tutte le coltivazioni in esso presenti. Con Maria Teresa, figlia di Carlo VI, fu istituita una nuova Giunta del Censimento non solo per portare a termine il censimento paterno, ma anche per attuare riforme fiscali e amministrative: tra queste ultime ci è nota la riforma dell'organo decisionale di Moncucco, il Convocato degli estimati, che si riuniva due volte l'anno per approvare il bilancio preventivo e consuntivo della comunità, controllava la ripartizione delle imposte, decideva sulle spese ed inoltre eleggeva la Deputazione, formata da tre rappresentanti dei maggiori estimati più due persone (una pagante tasse personali, l'altra un mercante o un artigiano). Il Convocato era costituito da soli proprietari terrieri, tra i quali i maggiori estimati, essendo tre, detenevano il potere decisionale: invece prima del 1755, anno della riforma, l'assemblea generale era costituita anche da capifamiglia non possidenti.
Nel 1769 la Giunta del Censimento stabilì l'aggregazione di tanti piccoli comuni sotto Moncucco, nonostante il parere contrario di questi: San Cristoforo, Moglia, Dorderio, Guzzina, Pobbia, Malnido (prima sotto Monza) e Bettolino Freddo finirono così raggruppati sotto Moncucco. A metà del XVIII secolo la popolazione di tutti questi piccoli comuni era di 236 persone, di cui ben 117 solo a Moncucco. L'esiguo numero è dovuto al carattere agricolo della zona, che aveva pochi abitanti ed isolati: l'agricoltura infatti restò sempre l'attività principale di Moncucco, che non possedeva né mulini né attività di mercanti. Si ha notizia di un'infrazione, da parte di Moncucco, dell'antica legge del 1470 di Galeazzo Sforza che stabiliva il numero massimo di gelsi per ogni cento pertiche: evidentemente la bachicoltura e la produzione della seta erano ancora fiorenti durante il governo austriaco.

#### Curiosità
Dal parco di Villa Sormani a Moncucco il 13 marzo 1784 il conte Paolo Andreani compì la famosa ascensione in mongolfiera, prima esperienza di volo umano in Italia.

### Il XIX secolo
Con la dominazione francese (1796-1814) sparirono le pievi e il territorio venne organizzato in dipartimenti, distretti e cantoni: Monza fu inserita nel Dipartimento di Olona. Il 13 gennaio 1812 Moncucco venne aggregato a Monza insieme a Brugherio e San Damiano. Con la Restaurazione ci furono altri cambiamenti, e il territorio venne riorganizzato in province e distretti: Monza faceva parte della Provincia di Milano. Nell'Ottocento Moncucco restò un comune prevalentemente agricolo, nel quale però tra il 1751 e il 1856 si diffuse enormemente la già praticata coltura del gelso. La filanda di Moncucco si trovava sul lato sinistro di Villa Sormani e consisteva in un portico.
Tra il 1855 e il 1873 i comuni già censiti vennero nuovamente misurati e rilevati con la produzione di nuove mappe: le operazioni di censimento si svolsero tra la fine della dominazione austriaca e la formazione dell'Italia come stato unitario. La Lombardia già nel 1859, con l'armistizio di Villafranca, venne ceduta dall'Austria al Regno di Sardegna, dopo la seconda guerra d'indipendenza.
Nel 1863 il comune di Moncucco assunse la nuova denominazione di "Moncucco di Monza".

#### L'aggregazione a Brugherio
I motivi che portarono all'unificazione del territorio dell'attuale Brugherio erano di ordine amministrativo e finanziario: era necessario superare i particolarismi, le diversità fiscali e il frazionamento territoriale. Moncucco, che era il comune più frazionato, nel 1856 venne descritto per il Censimento dei Fabbricati come formato da tanti piccoli gruppi di cascine, con diversi centri ma senza un paese vero e proprio.
Pertanto nel 1866 il comune di Moncucco venne soppresso e aggregato al nuovo comune di Brugherio; fecero eccezione le frazioni di Malnido e Bettolino Freddo, aggregate al comune di Cologno.
Nel 1871 con il Decreto 30 marzo N°84912 venne tolta dal comune di Sant'Alessandro e unita a Moncucco la località di Occhiate.

### Il XX secolo: l'industrializzazione
Per tutta la fine dell'Ottocento e per i primi decenni del Novecento, Brugherio (e con esso la frazione di Moncucco) rimase legata all'agricoltura, mentre a Milano l'industrializzazione avanzò velocemente. Inizialmente i proprietari terrieri che amministravano il Comune vietarono ai loro dipendenti di lavorare nelle nascenti fabbriche di Milano, Sesto San Giovanni e Monza; ma dopo il 1909, grazie alle prime lotte socialiste e agli scioperi, i capifamiglia poterono decidere quanti dipendenti mandare in fabbrica, sottraendoli così al lavoro nei campi. La fondazione della Falck proprio in questi anni aprì il secolo del progresso industriale nel nordest milanese, offrendo lavoro a molti brugheresi. Con la prima guerra mondiale aumentarono le filande, che al termine della guerra furono trasformate in lanifici. Negli anni Venti Ermenegildo Magnaghi, un operaio con il talento per la meccanica ed un buon fiuto per gli affari, iniziò a lavorare in proprio, realizzando dispositivi per applicazione aeronautica funzionanti secondo le leggi dell'oleodinamica (fino ad allora poco applicata) e portando così grandi vantaggi nei comandi dei velivoli. Durante la guerra presentò 44 brevetti, per i quali ricevette la laurea honoris causa al Politecnico di Milano. La ditta Magnaghi Ermenegildo & C. di Milano ebbe, con più di 2000 dipendenti, il primato italiano sull'oleodinamica.
Quando cominciarono i bombardamenti su Milano, tra il 1942 e il 1943, per evitare la distruzione dello stabilimento parte di questo venne spostato a Brugherio, dopo l'acquisto da parte dei signori Stanzani di alcuni terreni e immobili della Villa Sormani, nella frazione di Moncucco. Nacque così lo stabilimento brugherese, che durante tutto il periodo bellico produsse dispositivi aeronautici. Con l'avvento delle macchine a controllo numerico verso la metà degli anni Sessanta, la Magnaghi Brugherio andò in crisi, mentre a Milano il settore ricominciò a fiorire. Nel 1985 i due stabilimenti si fusero in una sola Direzione, spostando a Brugherio le fabbricazioni delle componenti dei dispositivi. La Magnaghi Milano attualmente esporta i suoi prodotti in tutto il mondo ed è la prima società italiana costruttrice di impianti oleodinamici.

## Luoghi d'interesse

### Villa Sormani

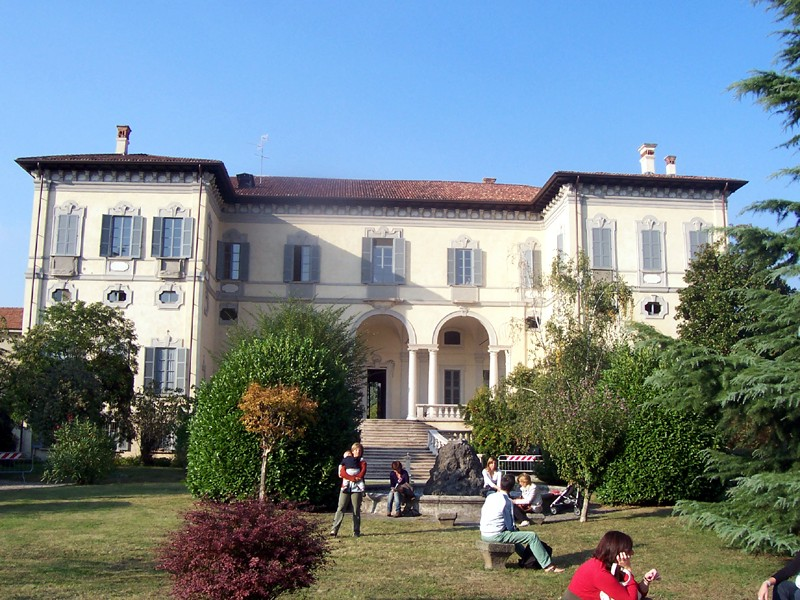
Villa Sormani-Andreani

Villa Sormani fu edificata nel Settecento sopra un antico castello, è un esempio di "villa di delizia", residenza di campagna che si diffuse nel territorio milanese nei primi decenni del Settecento. Esempio di barocchetto lombardo, la villa di proprietà del marchese Silva passò nel 1733 al nobile spagnolo Don Carlo Bolagnos, a cui nel 1779 subentrarono gli Andreani. Nel 1817 la villa divenne proprietà della famiglia Sormani; nel 1913 dei Verri ed infine degli Stanzani, che negli anni Ottanta vendettero parte della villa a privati.

### Chiesa di San Lucio
La Chiesa di San Lucio nacque nel Cinquecento come cappella dedicata a Sant'Antonio di Padova, annessa al convento di S.Francesco a Lugano. All'inizio dell'Ottocento, quando i provvedimenti napoleonici colpirono le istituzioni religiose, i padri del convento inserirono la loro sede negli edifici da sopprimere. Nel 1812 infatti se ne decise l'alienazione, e nel 1815 il complesso venne messo all'asta. L'architetto e insegnante all'Accademia di Brera Giocondo Albertolli, fratello dell'acquirente del terreno Natale Albertolli, volle salvare almeno la chiesetta di Sant'Antonio, da lui attribuita al Bramante. Grazie al conte Gianmario Andreani che comprò la chiesetta, fu possibile smontare completamente l'edificio e trasportarne le parti da Lugano fino al parco di Villa Sormani-Andreani, dove fu riedificata nel 1832 e dove ricevette la nuova dedicazione a San Lucio, in memoria di un antico oratorio preesistente dedicato al Santo Papa martire.

### Villa Somaglia-Balconi
Villa Somaglia-Balconi è un complesso composto da una villa padronale e da alcuni aggregati rustici, separati dalla struttura originaria della villa da via Marsala, che da Moncucco conduce a Carugate.